# Udea binoculalis
Lamprosema binoculalis is een vlinder uit de familie van de grasmotten (Crambidae). De wetenschappelijke naam van deze soort is voor het eerst voorgesteld door George Francis Hampson in een publicatie uit 1904.
De soort komt voor op de Bahama's.